# Epipremnum

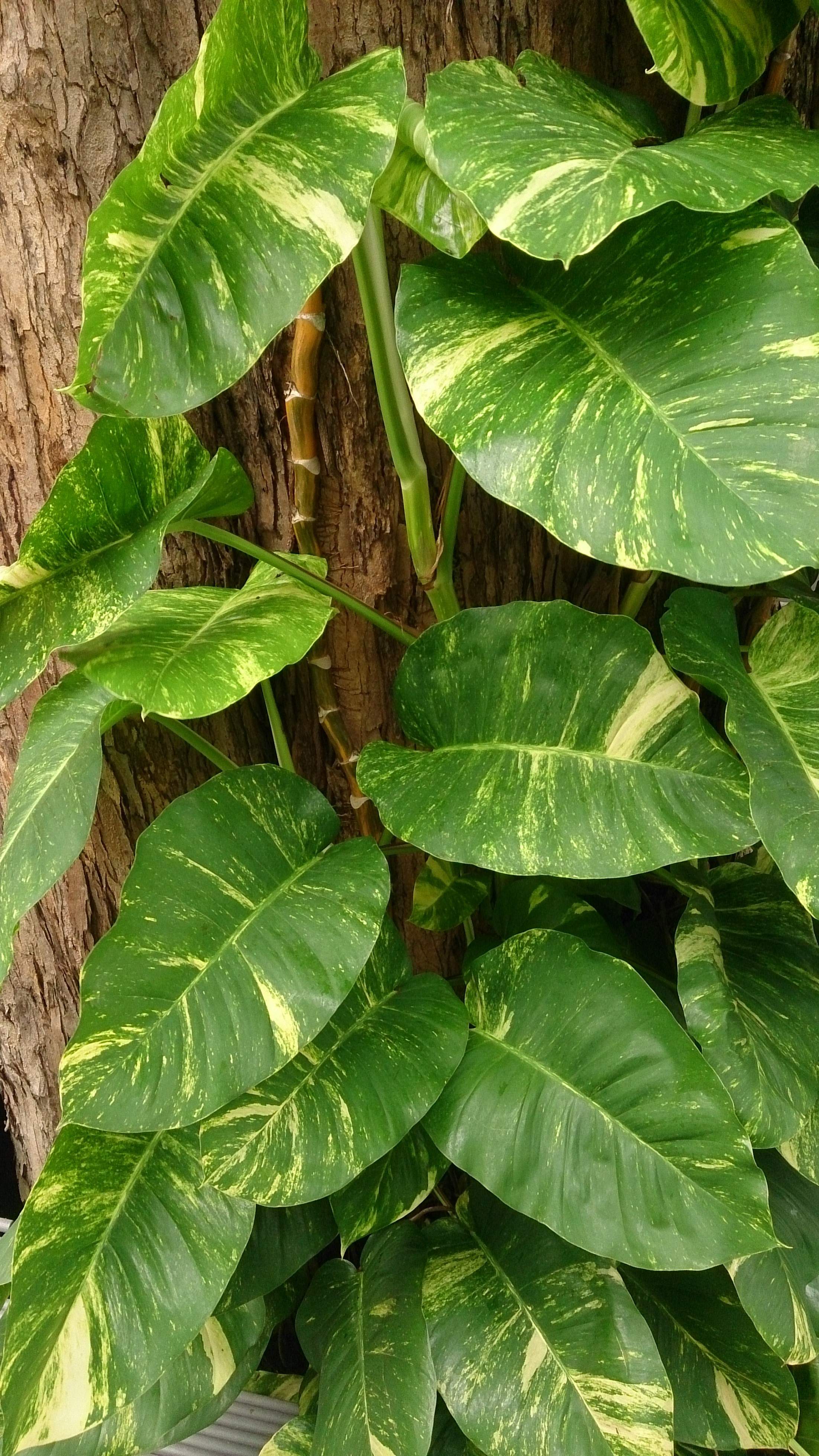
Epipremnum aureum

Epipremnum — рід квіткових рослин родини Кліщинцевих. Це вічнозелені багаторічні ліани, що піднімаються за допомогою повітряних коренів. Поширені у тропічних лісах від Китаю, Гімалаїв і Південно-Східної Азії до Австралії в західній частині Тихого океану.

## Опис
Усі частини рослини токсичні, в основному через трихосклереїди (довгі гострі клітини) і рафіди. Рослини можуть виростати до 40 м з листям довжиною до 3 м, але в контейнерах розмір значно зменшується. Рослини вирощують як кімнатні рослини в регіонах з помірним кліматом. Молоде листя яскраво-зелене, часто з нерівномірними строкатими візерунками жовтого або білого кольору. Вони можуть знайти дерева-господарі за допомогою скототропізму.
Їх можна сплутати з іншими монстерами, такими як Rhaphidophora, Scindapsus, Amydrium.

## Назва
Наукова назва утворена поєднанням грецьких слів епі (грец. ἐπί – на) та премнон (грец. πρέμνον – пень). Тобто, на пні.

## Види
1. Epipremnum amplissimum (Schott) Engl. — Квінсленд, Нова Гвінея, Соломонові Острови, Архіпелаг Бісмарка, Вануату
2. Epipremnum aureum (Linden & André) G.S.Bunting — родом з Муреа в Полінезії; натуралізувався в Африці, Індійському субконтиненті, Квінсленді, Меланезії, Сейшельських островах, Гаваях, Флориді, Коста-Риці, Бермудських островах, Вест-Індії, Бразилії та Еквадорі
3. Epipremnum carolinense Volkens — Мікронезія
4. Epipremnum ceramense (Engl. & K.Krause) Alderw. — Малуку
5. Epipremnum dahlii Engl. — Архіпелаг Бісмарка
6. Epipremnum falcifolium Engl. — Борнео
7. Epipremnum giganteum (Roxb.) Schott — Індокитай (Syn. Monstera gigantea (Roxb.) Schot)
8. Epipremnum meeboldii K.Krause — Регіон Маніпур в Індії
9. Epipremnum moluccanum Schott — Малуку
10. Epipremnum moszkowskii K.Krause — західна Нова Гвінея
11. Epipremnum nobile (Schott) Engl. — Сулавесі
12. Epipremnum obtusum Engl. & K.Krause — Папуа-Нова Гвінея
13. Epipremnum papuanum Alderw. — Папуа-Нова Гвінея
14. Epipremnum pinnatum (L.) Engl. — поширені в Південно-Східній Азії, пд. Китаї, Новій Гвінеї, Меланезії, пн. Австралії; натуралізувався у Вест-Індії
15. Epipremnum silvaticum Alderw. — Суматра

## Скам'янілості
3 копалини насіння †Epipremnum crassum були описані з шарів середнього міоцену в районі Фастергольт поблизу Сількеборга в Центральній Ютландії, Данія. Скам'янілості цього виду також були знайдені в олігоцені та міоцені Західного Сибіру та міоцені та пліоцені Європи.